# Scheibenhütte
Die Scheibenhütte ist eine Schutzhütte der Sektion Mürzzuschlag des Österreichischen Alpenvereins.

## Geschichte
Die am 26. Dezember 1897 eröffnete Hütte wurde auf die Initiative von Toni Schruf erbaut. Auch nach mehreren Umbauten und Modernisierungen ist der eigentliche Charakter der Hütte bis heute erhalten.
Die Hütte ist eine der ältesten Skihütten im Alpenraum.

## Lage
Die Hütte liegt direkt südlich des Gipfels der Großen Scheibe in der Rax-Schneeberg-Gruppe.

## Zustieg
- vom Bahnhof Mürzzuschlag (668 m) in 2,25 Stunden
- vom Bahnhof Semmering (778 m) in 4 Stunden
- von Kapellen (702 m) in 3 Stunden
- vom Preiner Gscheid (1070 m) in 2,5 Stunden

## Touren
- Drahte Kogel (1565 m) in 1,25 Stunden
- Kampalpe (1535 m) in 2,5 Stunden
- Pinkenkogel (Semmering) in 5 Stunden